# Parafia św. Marii Magdaleny we Wrzesinie
Parafia świętej Marii Magdaleny we Wrzesinie – parafia rzymskokatolicka znajdująca się w archidiecezji warmińskiej, w dekanacie Łukta.